# Comuna Berane
Comuna Berane (în muntenegreană Opština Berane) este o diviziune administrativă de ordinul întâi din Muntenegru. Reședința sa este orașul Berane.